# 李淑一
李淑一（1901年6月2日—1997年6月13日），又名伯仪、守一、桐园，湖南善化县白箬铺桃林村（现为长沙市望城区白箬铺镇淑一村）人，中国共产党柳直荀烈士之妻，中央文史研究馆馆员。

## 生平
李淑一出生于书香门第。父亲李肖聃（1881—1953）是前清秀才，早年留学日本早稻田大学，是著名的教育家和学者，做过梁启超任司法部长时的秘书和代笔。建国后，毛泽东称李肖聃为“老师”，并在给李淑一的信中附笔问候先生。毛泽东的儿子毛岸英、毛岸青兄弟到长沙也代父看望李肖聃。李肖聃与杨开慧之父杨昌济是留日同学。1920年初杨昌济逝世后，杨开慧随母亲及兄嫂护送父亲灵柩南归长沙，此后杨家生活各方面得到李肖聃照顾。杨开慧曾居住在李肖聃在长沙的居所，与李淑一朝夕相伴，形影不离，并通过李肖聃帮助，进入长沙福湘女中就学，和李淑一同住一间寝室。因李淑一长杨开慧几个月，故杨开慧称之为淑一姐，两人无话不谈。杨开慧思想进步，学习努力，生活朴素，为人豁达乐观。她不喜欢做礼拜，经常向李淑一宣传妇女解放、婚姻自主的道理，对李淑一的影响甚大。李淑一在湖南省立第一女子师范（今长沙市稻田中学）毕业。
后经杨开慧介绍与毛泽东的革命好友柳直荀相恋。柳直荀边读书边开展爱国青年运动，经常寄宣传材料给李淑一看，在其影响下，李淑一也积极参加学生运动。李淑一于1922年写的《怀友》诗：
|  | 旧雨乖违久，明艰信转迟。那堪征战日，又赋别离诗。红叶知人恨，青灯笑我痴。同习不知处，何以寄相思。 |

1921年中国共产党成立后，毛泽东负责湘区党的工作。柳直荀经常到清水塘去看望毛泽东与杨开慧，并向毛泽东汇报和请示工作。1924年10月30日李淑一与柳直荀结婚。1924年底，毛泽东从上海回湖南养病，李淑一与柳直荀一起前往看望，感谢促成他俩成婚的毛泽东和杨开慧。1927年5月21日（当晚长沙发生了“马日事变”），柳直荀匆匆回家吃过饭后，告别妻子李淑一与一对儿女，赶到湖南省农民协会参加紧急会议，这一别竟成永诀。直至1932年柳直荀牺牲，夫妻二人再未见面。柳因革命离家后，李独自在家乡教书，养育儿女。1928年冬，柳直荀从上海寄来他30岁生日的照片，照片背后书唐诗二句：「何日平胡虏，良人罢远征。」1929年5月时任任中共顺直省委秘书长的柳直荀又从天津寄来信，打算接李淑一和儿女赴津，不幸此照片和书信被当局查获（同时还查出写有唐诗的照片），李淑一以“著名共匪之妻”被捕入狱，关押在长沙司禁湾陆军监狱。李淑一后经柳、李两家的李肖聃和柳午亭多方营救被保释出狱，长期被监视居住。1930年杨开慧托人给李淑一捎信，要李淑一寄纸、笔、书及生活衣物给她。李淑一按杨开慧所嘱，将所需物品购齐，准备寄给杨开慧时，杨开慧被捕。杨开慧关押期间，李淑一冒着危险前去探视，并和父亲李肖聃一起想办法营救。杨开慧就义后，李淑一曾多次去板仓看望杨开慧的母亲，对杨老夫人说：“开慧牺牲了，我就是你的女儿。”
1933年夏季的一个晚上，李淑一听到传闻柳直荀牺牲了，精神恍惚不安，在梦中见到丈夫衣衫褴褛，血渍斑斑，不禁大哭而醒，连夜写下了一首《菩萨蛮·惊梦》：
|  | 兰闺寂寞翻身早，夜来触动离愁了。底事太难堪，惊侬晓梦残。 征人何处觅？六载无消息。醒忆别伊时，满衫清泪滋。 |

李淑一讲：“直荀殉难的消息，过去我只听到传言，一直没得到证实，直到1952年4月26日谢觉哉同志（时任中央内务部部长）给我回信，我才知道直荀是1932年在洪湖牺牲的。”
1941年李淑一担任湖南省立临时中学（一中）初一的语文教师，在课堂上教授林觉民绝笔《与妻书》，朗读到：“吾作此书时，尚是世中一人;汝看此书时，吾已成为阴间一鬼……”时，抑不住内心的酸楚而痛哭流涕，满堂几十个学生也由于受到老师的强烈感染而整整哭了一节课。
1950年1月17日李淑一致信毛泽东，祝贺毛泽东领导中国人民取得了革命胜利，并叙述了杨开慧牺牲的情景和李淑一本人在国统区20多年的情况。1950年4月18日，毛泽东回信。:357

后来，毛泽东还让他的秘书打电话给李淑一在北京的儿子，询问生活上有什么困难。
1954年3月2日毛泽东写信给秘书田家英，询问李的生活工作情况:475
。
同年，李淑一任湖南省第二届政协委员。1955年，李淑一因病半年没教书，毛泽东得悉后，又派人（杨开智）前去致以问候。
1957年1月，《诗刊》创刊号发表了毛泽东的18首旧体诗词。当时在湖南长沙第二女中（长沙十中）担任语文教员的李淑一读后，回想起毛泽东在1920年代曾用“虞美人”词牌填过一首词赠与杨开慧，但李淑一只记得头两句，其余想不起来了。1957年春节，李淑一写信给毛泽东，信中谈了读毛泽东诗词的感想，并附上在1933年夏思念丈夫柳直荀的那首《菩萨蛮·惊梦》，还请毛泽东将当年赠杨开慧的《虞美人》全词抄赠给自己。
1957年5月11日，毛泽东给李淑一写了回信，并赠《游仙》，即为蝶恋花·答李淑一:527
。
1957年7月10日，李淑一与毛泽民妻子王淑兰，杨开慧的兄嫂杨开智、李崇德，以及湖南省民政厅的工作人员等一道，赴板仓祭扫开慧烈士墓在开慧墓前，李淑一献上鲜花和祭文
。
1957年12月17日，毛泽东致信李淑一。李淑一收到这首《游仙》词后，她工作所在的长沙第二女中（长沙十中）的师生争相传诵。接着湖南师范学院的师生也知道了，他们想在校刊上发表，写信给毛泽东主席请示。1959年毛泽东亲自复信同意发表，并改题为《蝶恋花·答李淑一》，去掉了原标题“游仙”二字。随后《人民日报》、《诗刊》等报刊相继刊登，并迅速传到国外。
1959年6月27日，毛泽东回韶山，在长沙蓉园接见李淑一和杨开慧的兄嫂杨开智、李崇德，并与李淑一同坐在一个长沙发上。毛泽东谈到他送《蝶恋花》词的经过时，他向在座的湖南省委、省政府领导同志介绍李淑一说：“她就是李淑一，开慧的好朋友。她把悼念直荀的词寄给我看，我就和了她这首《蝶恋花》词，完全是照她的意思和的。”随后，毛泽东留杨开智、李崇德和李淑一吃饭，亲自给他们敬酒夹菜，饭后合影留念。
长沙福湘女中解放后先后称为长沙第二女中、长沙第十中学。李淑一一直在该校任教，直到1959年9月退休（58岁），李淑一迁至北京和儿子一起生活。1959年9月22日李淑一给毛泽东主席写信，希望建国十周年大庆时到天安门观礼。毛泽东主席9月27日写了回信。9月30日接到中央统战部寄来的观礼请帖，李淑一实现了在天安门观礼的愿望。李淑一到北京生活后，毛泽东主席常托王海容看望李淑一。王海容和她母亲萧凤林都曾是李淑一的学生。
1961年6月，为纪念毛泽东主席蓉园接见，李淑一写了一首七言律诗 
李淑一1962年2月任湖南文史研究馆馆员，1977年6月被聘任为中央文史研究馆馆员。在邓小平的关心下，1977年李淑一住进了国务院的“部长楼”。
经湖北省人民政府批准，1979年，在柳直荀烈士殉难处——监利县周老嘴心慈庵，修建了柳直荀烈士纪念亭。李淑一为纪念碑题写了碑文，文中详细叙述了烈士的生平事迹并写道：“极左败大业，遗骨楚江滨”、“团结戒自戕，江山血铸成”。
1997年6月逝世时，朱镕基总理、李岚清副总理等各界人士500多人参加了这位世纪老人的遗体告别仪式。

## 家庭
李淑一、柳直荀的一双儿女，由李淑一拉扯长大，抚养成人。1949年后毛泽东给李淑一写过四封信，信中称赞李淑一“直荀牺牲，抚孤成立，艰苦备尝，极为佩慰”。
- 女儿柳挹群：1945年毕业于蓝田国立师范学院音乐系。后定居美国
- 儿子柳晓昂（1927年2月-2001年3月）：1950年毕业于交通大学电机系。后在国家计委工作。朱镕基总理于1998年在纪念柳直荀烈士诞辰一百周年时对烈士遗孤柳晓昂的评价很高：“我兄秉性仁厚，学业有成，勤奋工作而律己甚严，直荀前辈亦当含笑于九天之上。”

李淑一、柳直荀有6位孙子女。